# Wayne Rainey

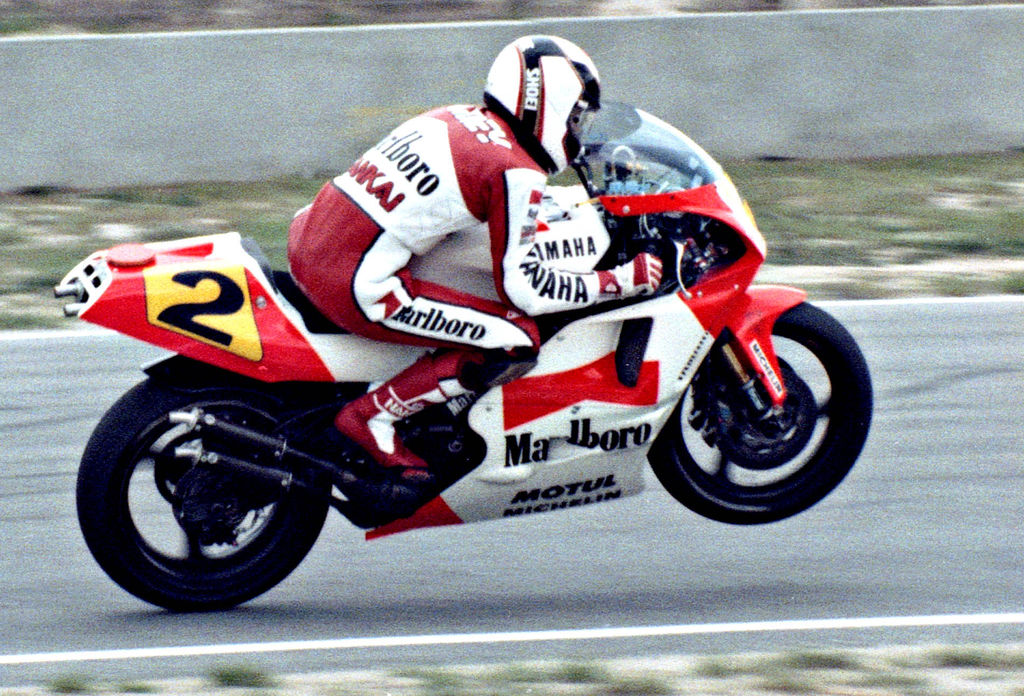
Wayne Rainey in Laguna Seca, 1990

Wayne Rainey (* 23. Oktober 1960 in Downey, Kalifornien) ist ein ehemaliger US-amerikanischer Motorradrennfahrer und dreimaliger Weltmeister in der 500-cm³-Klasse der Motorrad-Weltmeisterschaft.
Seit seinem schweren Sturz beim Großen Preis von Italien in Misano 1993 ist er querschnittgelähmt.

## Karriere
Rainey fuhr zunächst Motocross und begann 1981 mit dem Straßenrennsport. In den Jahren 1983 und 1987 gewann er die US-amerikanische Superbike-Meisterschaft. 1983 war er auf einer Kawasaki GPZ 750 UT unterwegs, 1987 trat er auf Honda VFR 750 F an.
Sein erstes Grand-Prix-Rennen innerhalb der Motorrad-Weltmeisterschaft (250 cm³) bestritt Rainey 1984. In der Saison 1988 erreichte er im Team von Kenny Roberts sr. den dritten Platz in der 500-cm³-Klasse. 1989 wurde Rainey hinter Eddie Lawson Vizeweltmeister in der Halbliterklasse.
Von 1990 bis 1992 gelang es dem US-Amerikaner auf Yamaha, dreimal in Folge in der 500-cm³-Klasse, der Königsklasse des Motorradrennsports, den Weltmeistertitel zu erringen.
1993 beendete ein Sturz beim Großen Preis von Italien in Misano Raineys Karriere; nach einem Bruch des sechsten Brustwirbels ist er querschnittgelähmt. Er besucht aber dennoch ab und zu als Yamaha-Botschafter einige Rennen. Insgesamt errang er 24 Grand-Prix-Siege.

## Statistik

### Erfolge
- 1983 – US-amerikanischer Superbike-Meister auf Kawasaki
- 1987 – US-amerikanischer Superbike-Meister auf Honda
- 1987 – Sieger beim Daytona 200 auf Honda
- 1988 – Sieger beim 8-Stunden-Rennen von Suzuka mit Kevin Magee auf Yamaha
- 1990 – 500-cm³-Weltmeister auf Yamaha
- 1991 – 500-cm³-Weltmeister auf Yamaha
- 1992 – 500-cm³-Weltmeister auf Yamaha
- 24 Grand-Prix-Siege

### Ehrungen
- Aufnahme in die MotoGP Hall of Fame
- Aufnahme in die Motorcycle Hall of Fame[1]

### In der Motorrad-Weltmeisterschaft
| Saison | Klasse  | Motorrad | Rennen | Siege | Podien | Poles | Punkte | Ergebnis    |
| ------ | ------- | -------- | ------ | ----- | ------ | ----- | ------ | ----------- |
| 1984   | 250 cm³ | Yamaha   | 12     | 0     | 1      | 1     | 29     | 8.          |
| 1988   | 500 cm³ | Yamaha   | 15     | 1     | 7      | 1     | 189    | 3.          |
| 1989   | 500 cm³ | Yamaha   | 15     | 3     | 13     | 4     | 210    | 2.          |
| 1990   | 500 cm³ | Yamaha   | 15     | 7     | 14     | 3     | 255    | Weltmeister |
| 1991   | 500 cm³ | Yamaha   | 14     | 6     | 13     | 6     | 233    | Weltmeister |
| 1992   | 500 cm³ | Yamaha   | 12     | 3     | 8      | 0     | 140    | Weltmeister |
| 1993   | 500 cm³ | Yamaha   | 12     | 4     | 9      | 1     | 214    | 2.          |
| Gesamt | Gesamt  | Gesamt   | 95     | 24    | 65     | 16    | 1270   |             |